# 国分氏 (下総国)
国分氏（こくぶうじ、こくぶし）は、日本の下総国国分を本拠にした武士の一族で、桓武平氏千葉氏の傍流。

## 概要
平安時代末期の惣領千葉常胤には7人の男子がおり、庶子にもそれぞれ所領を分与した。五男の胤通は、下総国葛飾郡国分寺領（現在の千葉県市川市国分）を分与され国分氏を称した。常胤は千葉氏を率いて治承4年（1180年）に発生した治承・寿永の乱では源頼朝に従う。続く文治5年（1189年）発生した奥州合戦にも参陣し、海道方面の大将として活躍した。この功により、常胤は陸奥国内伊具郡・亘理郡・宇多郡・行方郡・磐城郡の5郡などを恩賞として与えられた。胤通は宮城郡国分荘の他名取郡内に所領を得て奥州国分氏の祖となったと伝えられるが、現代の歴史学ではこれを史実でないと見る説もある。
胤通、及びその子孫は下総北部香取郡を中心に発展し、大戸氏、村田氏、矢作氏などの有力庶流を分出した。やがて嫡流家は衰退し、代わって矢作氏が国分氏惣領となった。
南北朝時代になると国分氏をはじめとする千葉氏一族の殆どは足利尊氏に従っている。応永23年（1416年）の上杉禅秀の乱では国分氏をはじめとする千葉氏一族の多くが上杉禅秀方についた。その後も国分氏は一貫して千葉氏嫡流家の麾下に従った。やがて戦国時代に入ると千葉氏は後北条氏に屈服し、国分氏もそれに従う。小田原征伐で小田原城が豊臣秀吉麾下の諸大名軍に包囲されると北条氏領内の諸城も秀吉軍に次々と攻め落とされるか接収されていった。国分氏の本拠地矢作城も徳川家康の軍に接収された。
国分氏は他の千葉一族と共に所領を没収され、子孫は鹿島神宮惣大行事家鹿島氏の養子となったり水戸徳川家や土井氏の家臣となった。